# Булак, Павел Иванович
Павел Иванович Булак (бел. Павел Іванавіч Булак; 1902—1970) — один из руководителей партизанского движения в Барановичском районе Белоруссии в годы Великой Отечественной войны.

## Биография
Родился	25 октября 1902 года в деревне Острово Гродненской губернии, ныне Гродненского района Беларуси.
Был участником революционного движения в Западной Белоруссии, за свою политическую деятельность находился в заключении в Польше в 1930—1935 и 1936—1939 годах. Накануне Великой Отечественной войны был секретарем сельсовета в Зельвенском районе.
Во время войны, с марта 1942 года, являлся участником партизанского движения: сначала — командир группы и отряда; затем, с декабре 1942 по декабрь 1943 года — командир партизанской бригады «Победа». Кандидат в члены ВКП(б)/КПСС с 1943 года.
После освобождения территории Белорусской ССР, с 1944 по 1964 год Павел Иванович находился на советско-хозяйственной работе в Зельвенском районе. Избирался на должность председателя Зельвенского районного Совета депутатов трудящихся и его исполнительного комитета, позже работал начальником Деречинской лесопилки.
Умер 21 августа 1970 года в селе Деречин Зельвенского района. Был похоронен на местном католическом кладбище.
Был награждён двумя орденами Ленина и медалями, в числе которых «Партизану Отечественной войны» 1-й степени. Также был награждён польским Крестом Храбрых.

## Память
- В селе Деречин П. И. Булаку был установлен памятник.[2]
- В посёлке Зельва в его честь была названа улица.[3]